# Sender Thourie
Der Sender Thourie ist eine Mittelwellensendeanlage des französischen Unternehmens TDF in der Gemeinde Thourie in der Nähe von Rennes in der Bretagne.
Der heute genutzte 220 Meter hohe abgespannte Stahlfachwerkmast wurde im Jahr 1982 errichtet und ersetzte einen älteren Masten aus dem Jahr 1958, der damals als Reparationsleistung aus Deutschland nach Frankreich transportiert und aufgebaut wurde. Über diesen Mast wurde von 2002 bis zum 31. Dezember 2015 das Programm France Info auf der Frequenz 711 kHz mit einer Leistung von 300 kW ausgestrahlt.
Früher existierte noch ein zweiter Sendemast mit einer Höhe von 120 Metern aus dem Jahr 1948, der noch bis 1974 zur Ausstrahlung eines Programms auf der Frequenz 1241 kHz in Betrieb war. Dieser Sendemast wurde im Jahr 1997 gesprengt.